# 스핑고박테리움목
스핑고박테리움목(Sphingobacteriales)은 4개 과로 이루어진 세균 목의 하나이다. 의간균문에 속하는 스핑고박테리움강(Sphingobacteriia)의 유일한 세균 목이다.

## 하위 분류
- 키티노파가과 (Chitinophagaceae) Kämpfer et al. 2011 - 현재 의간균문 키티노파가목(Chitinophagales)으로 분류.
- 크레노트릭스과 (Crenotrichaceae) Hansgirg 1888 - 현재 감마프로테오박테리아 메틸로코쿠스목(Methylococcales)으로 분류.
- 필로박테리움과 (Filobacteriaceae) Ike et al. 2016
- 사프로스피라과 (Saprospiraceae) Krieg et al. 2012 - 현재 의간균문 사프로스피라목(Saprospirales)으로 분류.
- 스핑고박테리움과 (Sphingobacteriaceae) Steyn et al. 1998